# Tadeusz Kobyliński (1889–1920)
Tadeusz Kobyliński (ur. 17 grudnia 1889 w Łyszkowicach, zm. 31 sierpnia 1920 w Wysokim Litewskim) – porucznik piechoty Wojska Polskiego, działacz niepodległościowy, kawaler Orderu Virtuti Militari.

## Życiorys
Urodził się 17 grudnia 1889 w Łyszkowicach, w ówczesnym powiecie łowickim guberni warszawskiej, w rodzinie Wiktora, pracownika kolei warszawsko-wiedeńskiej, i Wandy z Bilnickich, nauczycielki.
Ukończył Szkołę Wawelberga i politechnikę w Nancy (z odznaczeniem), uzyskując tytuł inżyniera. W listopadzie 1918 roku wstąpił do odrodzonego Wojska Polskiego. Otrzymał przydział do 23 pułku piechoty, w którego szeregach wziął udział w wojnie polsko-bolszewickiej. Objął stanowisko dowódcy kompanii technicznej pułku.
Szczególnie odznaczył się w dniu 13 czerwca 1920 roku, kiedy to poprowadził kontratak umożliwiający pododdziałom macierzystego pułku utrzymanie swych pozycji oraz w dniu 18 czerwca tr., kiedy na czele swej kompanii zaatakował folwark Jakubowo i zmusił do odwrotu dwa bataliony radzieckiego 155 pułku piechoty. 2 stycznia 1921 kapitan Tadeusz Lubicz-Niezabitowski sporządził wniosek na odznaczenie orderem „Virtuti Militari”. Za wykazane w tych akcjach męstwo został pośmiertnie odznaczony Krzyżem Srebrnym Orderu Virtuti Militari.
W toku walk awansowany na porucznika. Poległ 31 sierpnia 1920 roku pod Wysokim Litewskim i tam został pochowany. We wniosku na odznaczenie orderem „Virtuti Militari” podano, że poległ 2 sierpnia 1920 pod wsią Uhły na Wołyniu. Tę wersję potwierdził Jan Stefan Witkowski pisząc, że por. Kobyliński „zginął śmiercią walecznych” w czasie jednego z przeciwnatarć prowadzonych na odcinku Uhły–Nawóz oraz pośrednio Bogusław Polak pisząc, że poległ w okolicach Mielnicy. Pośmiertnie został awansowany na kapitana.
Tadeusz Kobyliński nie zdążył założyć rodziny.

## Ordery i odznaczenia
- Krzyż Srebrny Orderu Wojskowego Virtuti Militari nr 6960 – pośmiertnie 10 maja 1922[6][7][2][8]
- Krzyż Niepodległości – pośmiertnie 19 grudnia 1933 „za pracę w dziele odzyskania niepodległości”[9][1][10]